# Kurt-Amet Mustafa
Kurt-Amet Mustafa (de cele mai multe ori transcris în limba română sub forma: Curt-Amet Mustafa) a fost un lider spiritual al tătarilor din România, imam, Muftiul comunității musulmane din județul Constanța. A servit ca muftiu în perioada 1938-1943 fiind precedat de Sadîk Bolat Septar și succedat de Sîdîk Ibrahim H. Mîrzî.